# 티나 시나트라
크리스티나 "티나" 시나트라(Christina "Tina" Sinatra, 1948년 6월 20일 ~ )는 미국의 가수, 배우이다.